# 心形刀流
心形刀流（しんぎょうとうりゅう、しんけいとうりゅう）は、伊庭秀明が本心刀流をもとに開いた剣術の流派。一刀の技法だけではなく二刀の技法や、「抜合」と呼ばれる居合のほか、「枕刀」と呼ばれる小薙刀術も伝えられていた。江戸時代初期に創始され、名前が示すように、剣の形とともに心のあり方も重視する流派だった。

## 歴史

### 伊庭家による歴史
伊庭秀明は妻片貞明より本心刀流の印可を受けた後、天和2年（1682年）に心形刀流を創始した。伊庭秀明は本心刀流を学ぶ以前に新陰流等の剣術を学んでいたとされる。
第2代・伊庭秀康の高弟・水谷忠辰は独自に新たな技を加えた。水谷の系統は心形刀流甲州派と呼ばれ、松浦清（平戸藩主、松浦静山）はこの系統の心形刀流を修行した。松浦清は、『甲子夜話』で有名であるが、心形刀流についても『伊庭氏剣法家伝略記』や『心形刀流目録序弁解』を著している。平戸藩の心形刀流から籠手田安定を輩出した。籠手田の弟子に小関教政がいる。
第8代・伊庭秀業は、竹刀と防具を用いた打ち込み稽古を導入した。幕末期には、秀業が開いた道場「練武館」が幕末江戸四大道場に数えられるほどに隆盛した。当時の旗本、御家人たちの華美奢侈の風を排した古風な厳格さが老中首座水野忠邦の目に止まり、幕府に取り立てられたが、水野の失脚により秀業も隠居、一子相伝とはせず、技量の高い門弟を第9代・伊庭秀俊として心形刀流を継承させた。
幕府の講武所で9代伊庭秀俊が剣術師範役、当流の三橋虎蔵、中條金之助（景昭）、湊信八郎が剣術教授方になり、講武所で大きな勢力となった。また、多くの藩主クラスが伊庭家の門人に名を連ねている。浅尾藩主・蒔田家、村松藩主・堀家、鳥羽藩主・稲垣家、唐津藩主・小笠原家の他、米沢藩主の上杉斉憲、沼津藩主の水野忠邦なども門人であったという記録が残っている。
明治前期、秀俊は海軍兵学校の剣術師範となり、明治10年代まで築地の海軍兵学校で剣術を指導した。

### 伝承された心形刀流
伊庭家は第10代・伊庭想太郎が1901年に星亨を刺殺したことで投獄されて途絶えたが、第8代・秀業に師事し免許を受けた伊勢亀山藩士・山崎雪柳軒により伊勢亀山藩に伝えられた系統および、松浦清によって平戸に伝えられた系統が現存している。現在、亀山藩伝の系統は日本古武道協会に加盟しており、三重県並びに亀山市の無形文化財に指定されている。（心形刀流保存赤心会）
小城藩士・辻真平は1905年に大日本武徳会剣道範士号を授与され、大日本帝国剣道形（現 日本剣道形）の制定委員主査の一人を務めた。

## 心形刀流の伝承

### 米沢藩
米沢藩では、藩主の上杉斉憲、その子の上杉熊松が心形刀流を学んでいた。幕末期には須藤兵八郎他が伊庭道場で稽古していたという記録が残っている。

### 村松藩
村松藩では速水家が中心に心形刀流を指南していた他にも、永井家他多くの人たちが学んでいた。藩主の堀家も代々心形刀流を学んでいたが、第9代藩主・堀直央は奥山理想神伝流剣術を開いた。

### 新発田藩
新発田藩においては、幕末期に大野誠（後の長野県令）らが自宅道場で心形刀流を指南しており、現在もその道場が残っている。大野誠は江戸でも文武を教える私塾を開き、心形刀流も教えていた。

### 龍野藩
龍野藩では、第8代の伊庭秀業から印可を得た水谷虎之助によりその道統が広く伝えられていた。

### 紀州田辺
紀州藩の附家老で田辺（現 和歌山県田辺市）を治める安藤氏の家中では、柏木家が中心となって心形刀流を伝えており、幕末期の柏木兵衛はその剣技と指導が近隣に知られ、十津川郷（現 奈良県吉野郡十津川村）からも学びに来る者がいた。

### 徳島藩
徳島藩は、第2代の伊庭秀康に印可を受けた多田當恒により心形刀流が伝わり、多田家、佐藤家、加古家など幕末に至るまで多くの道場が出来て流儀を伝えていた。幕末期には、藩の剣術師範であった多田家や加古家はもちろん、原士の佐藤丞三郎、その弟の井後哲五郎の道場は幅広く門戸を開き、千人を超える門人を抱えていたとの記録もあり、原士層に心形刀流は広まっていた。後に北海道へ渡り、その地にもこの系統の伝承が確認されている。

### 人吉藩
人吉藩では、西家で代々心形刀流が継承されていた。安永8年（1779年）に西無一軒が免状を受けている以外にも、西昌壽が第7代の伊庭秀淵より免状を受けている。

## 伊庭家系譜
心形刀流宗家の伊庭家には、実子の有無にかかわらず門弟の中で最も優れた者を後継者にするという「一子不伝」の家法がある。第三代以降は旗本に取り立てられている。免許皆伝の門人には剣号「常◯子」を与える習わしがある。 
- 初代 伊庭是水軒秀明（常吟子）（俗名・伊庭惣左衛門信陽）（1649-1713）
- 第二代 伊庭軍兵衛秀康（常全子）（秀明の長男）（1675-1739）
- 第三代 伊庭軍兵衛直保（常備子）（秀康の娘婿）（1708-1752）
- 第四代 伊庭軍兵衛秀直（常勇子）（秀康の二男）（1717-1762）
- 第五代 伊庭軍兵衛秀矩（常明子）（秀直の養子）（1744-1826）
- 第六代 伊庭八郎次秀長（常球子）（秀矩の娘婿）（1771-1842）
- 第七代 伊庭軍兵衛秀淵（常成子）（秀長の二男）（1790-1830）
- 第八代 伊庭軍兵衛秀業（常同子）（秀淵の養子。旧名・三橋銅四郎）（1810-1858）
- 第九代 伊庭軍兵衛（軍平）秀俊（常心子）（秀業の養子。旧名・塀和（はが）惣太郎）（1822-1886）
- 伊庭八郎秀穎（秀業の長男）（1844-1869）
- 第十代伊庭想太郎（秀業の四男）（1851-1907）

## 心形刀流の門弟
- 松浦静山（常静子） - 平戸藩主。

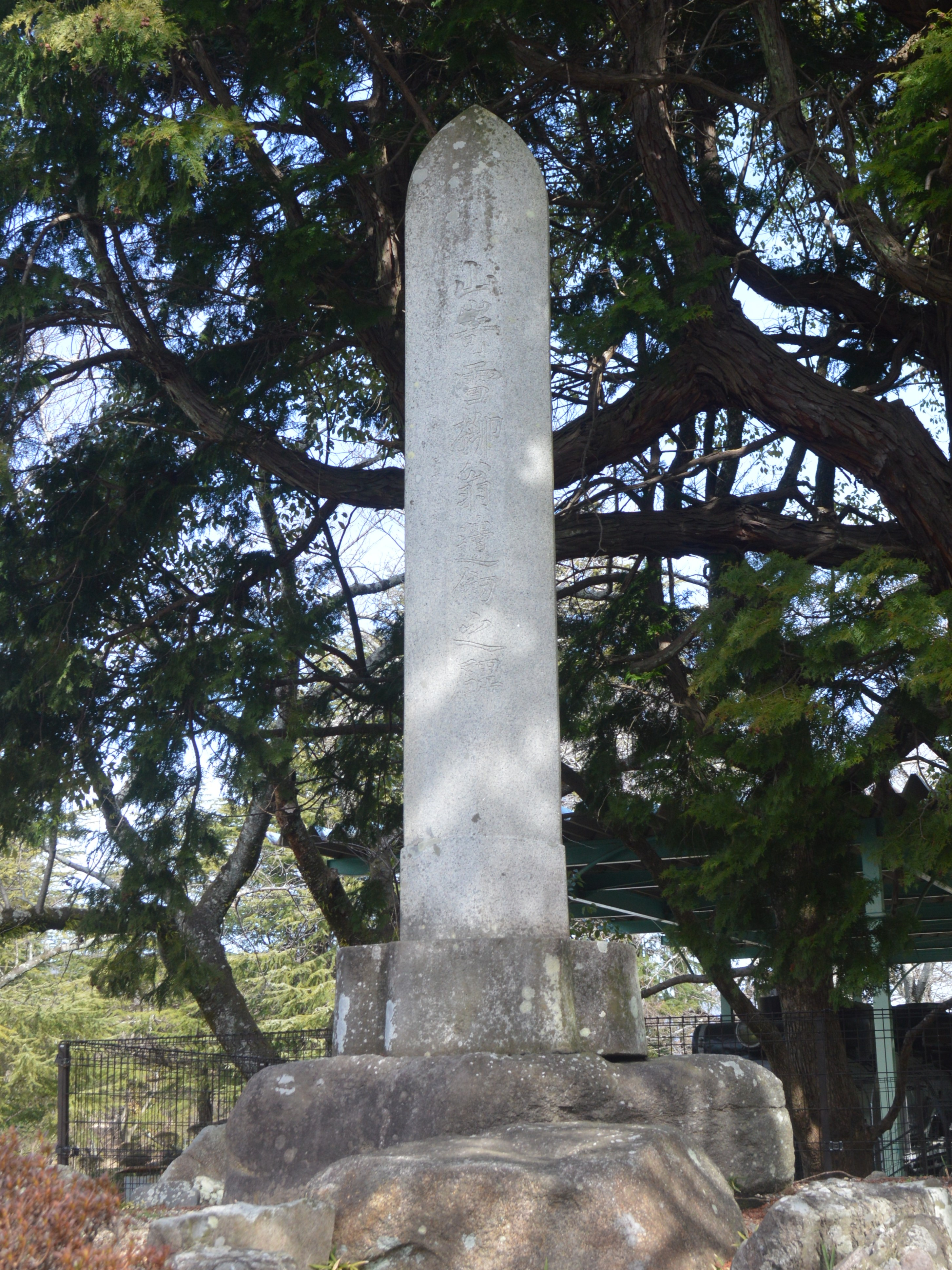
山嵜雪柳翁遺剣之碑

- 山崎雪柳軒 - 元治2年（1865年）には故郷の伊勢亀山藩に道場の亀山演武場を建て、廃藩後も道場の運営を継続した。心形刀流の剣術を江戸時代から現在まで途切れることなく伝承しているのは亀山のみであり、1975年（昭和50年）3月27日には亀山藩御流儀心形刀流武芸形が三重県指定無形文化財に指定された。
- 島田魁 - 新撰組隊士。坪内道場門人。
- 永倉新八 - 新撰組隊士。坪内道場師範代。
- 加納惣三郎 - 新撰組隊士?「御法度」主人公。
- 佐藤鉄太郎 - 海軍中将。交友館門人。
- 小笠原長生 - 海軍中将。交友館門人。
- 江連力一郎 - 心形刀流護身杖術を素人でも習得できるようにしたステッキ術を考案。
- 中根香亭

## 心形刀流組武芸型（亀山伝）

### 「抜合(居合)」表六本
- 向覃中刀 (むたんちゅうとう)
- 逆膝覃中刀 (そうしつたんちゅうとう)
- 左小肘刀 (ひだりこひじとう)
- 右小肘刀 (みぎこひじとう)
- 後腰車刀 (ごこししゃとう)
- 一句貫刀 (いっくかんとう)

### 「抜合(居合)」裏六本
- 前肩井刀 (ぜんけんいとう)
- 透肩井刀 (とうけんいとう)
- 左撞留刀 (さしゅりゅうとう
- 右逆車刀 (みぎぎゃくしゃとう)
- 後肩留刀 (ごけんりゅうとう)
- 燕帰刀 (えんきとう)

### 組太刀「大太刀之形」六本
- 第一本目 華車刀(かしゃとう)・中合刀(ちゅうごうとう)・中道剣(ちゅうどうけん)・陰合刀(いんごうとう)・錺捨刀(ぼうしゃとう)
- 第二本目 合捨刀(ごうしゃとう)・捨輪刀(しゃりんとう)
- 第三本目 直和刀(ちょくわとう)
- 第四本目 獅子乱刀(ししらんとう)・虎尾剣(こびけん)・陰捨刀(いんしゃとう)
- 第五本目 陽知刀(ようちとう)・捲撃刀(けんげきとう)・陽見刀(ようみとう)
- 第六本目 陽遊剣(ようゆうけん)・別車刀(べっしゃとう)

### 組太刀「小太刀之形」六本
- 中住別剣(ちゅうずみべっけん)
- 清眼左足(せいがんさそく)
- 清眼右足(せいがんうそく)
- 両手切(りょうてぎり)
- 裏之波(うらのなみ)
- 清明(眼)剣(せいがんけん)

### 「二刀之形」
- 向満子(むこうまんじ)
- 横満子(よこまんじ)
- 横満子残(よこまんじのこし)
- 刀合切(とうごうせつ)
- 相捲(そうまくり)
- 清眼破(せいがんやぶり)
- 柳雪刀(りゅうせつとう)
- 鷹の羽(たかのは)
- 水月刀(すいげつとう)
- 三心刀(さんしんとう)
- 無拍子(むびょうし)

### 「枕刀」
- 右押之甲手切(みぎおしのこてぎり)
- 左押之甲手切(ひだりおしのこてぎり)
- 脾尻突(ももしりつき)
- 右押甲手切(みぎおしこてぎり)
- 左押甲手切(ひだりおしこてぎり)
- 右脛切(みぎすねぎり)
- 両脛切(りょうすねぎり)

### 「坐突・柄捕り」
- 坐突(坐技)　三本
- 柄捕(立技)　三本